# Mass-media în Armenia
Prin mass-media în Armenia înțelegem piața mass-media din Republica Armenia. Televiziunea, revistele și ziarele sunt toate deținute de corporații de stat și corporații pentru profit care depind de publicitate, abonament și alte venituri legate de vânzări. Fiind țară în tranziție, sistemul mass-media al Armeniei se află în proces de transformare.
Constituția Armeniei garanteză libertatea de expresie, deși libertatea presei rămâne restricționată, confruntând-se cu amenințări cu violența, implicații politice putenice și procese costisitoare pentru defăimare. Armenia se află pe locul 78 potrivit Indicelui libertății presei pe 2015, compilat de Reporteri fără frontiere, aflându-se între Lesotho și Sierra Leone.